# ETR 1000
De FS ETR 1000 of Frecciarossa 1000 (Italiaans voor rode pijl) is een hogesnelheidstrein van het type V300 Zefiro, gebouwd door Bombardier Transportation met AnsaldoBreda als onderaannemer. Er zijn 50 stuks besteld door Trenitalia, waarvan het treinstel 021 verongelukt is in 2020. Bovenop zijn er 23 treinen besteld sinds augustus 2020.

## Geschiedenis
In augustus 2010 werd de opdracht voor 50 hogesnelheidstreinstellen door Ferrovie dello Stato gegund aan een consortium van Bombardier Transportation en AnsaldoBreda. Zij waren met 30,8 miljoen euro per treinstel duidelijk goedkoper dan concurrent Alstom, dat treinstellen aanbood voor 35 miljoen euro per stuk. De totale orderkosten komen op 1,54 miljard euro, waarvan 652 miljoen voor het deel van hoofdaannemer Bombardier.
Het ontwerp van de V300 Zefiro komt voort uit zowel de Bombardier Zefiro zoals geleverd aan China, als de V250 van AnsaldoBreda. Het is een achtdelig treinstel van ongeveer 200 meter lang en is ontworpen voor een snelheid van 360 km/h. De aandrijving is verdeeld over het treinstel en niet meer in aandrijfkopbakken, zoals andere hogesnelheidstreinen van de FS/Trenitalia (o.a. FS ETR 500).
In maart 2013 werd het eerste treinstel onthuld bij de fabriek van AnsaldoBreda te Pistoia en is vernoemd naar de Italiaanse atleet Pietro Mennea. Hierna is de trein in Florence voorzien van meetapparatuur en zijn testritten begonnen voor toelating op het Italiaanse spoorwegnet. Voor toelating met 360 km/h volgens de TSI-eisen, moeten tijdens deze testritten snelheden worden gehaald tot 400 km/h.
Vanaf de zomer van 2015 zijn de treinstellen in dienst, waarmee de reistijd tussen Milaan en Rome met 45 min is verkort worden tot 2 uur en 15 min.
Sinds eind 2021 verzorgt de Frecciarossa twee keer per dag een rit van Parijs naar Milaan en doet daar 6 uur en 30 minuten over.

## Zie ook

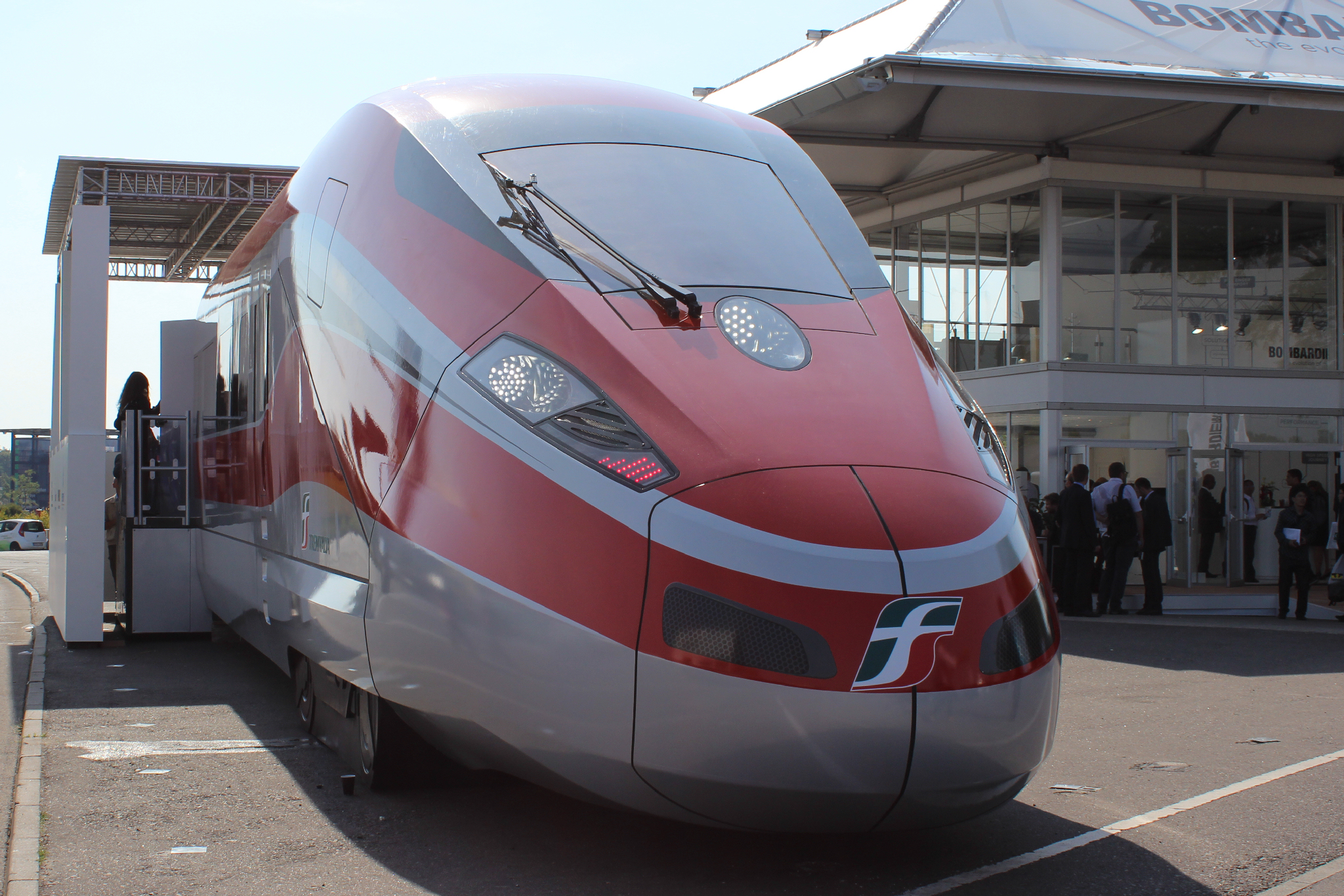
Mock-up op InnoTrans 2012
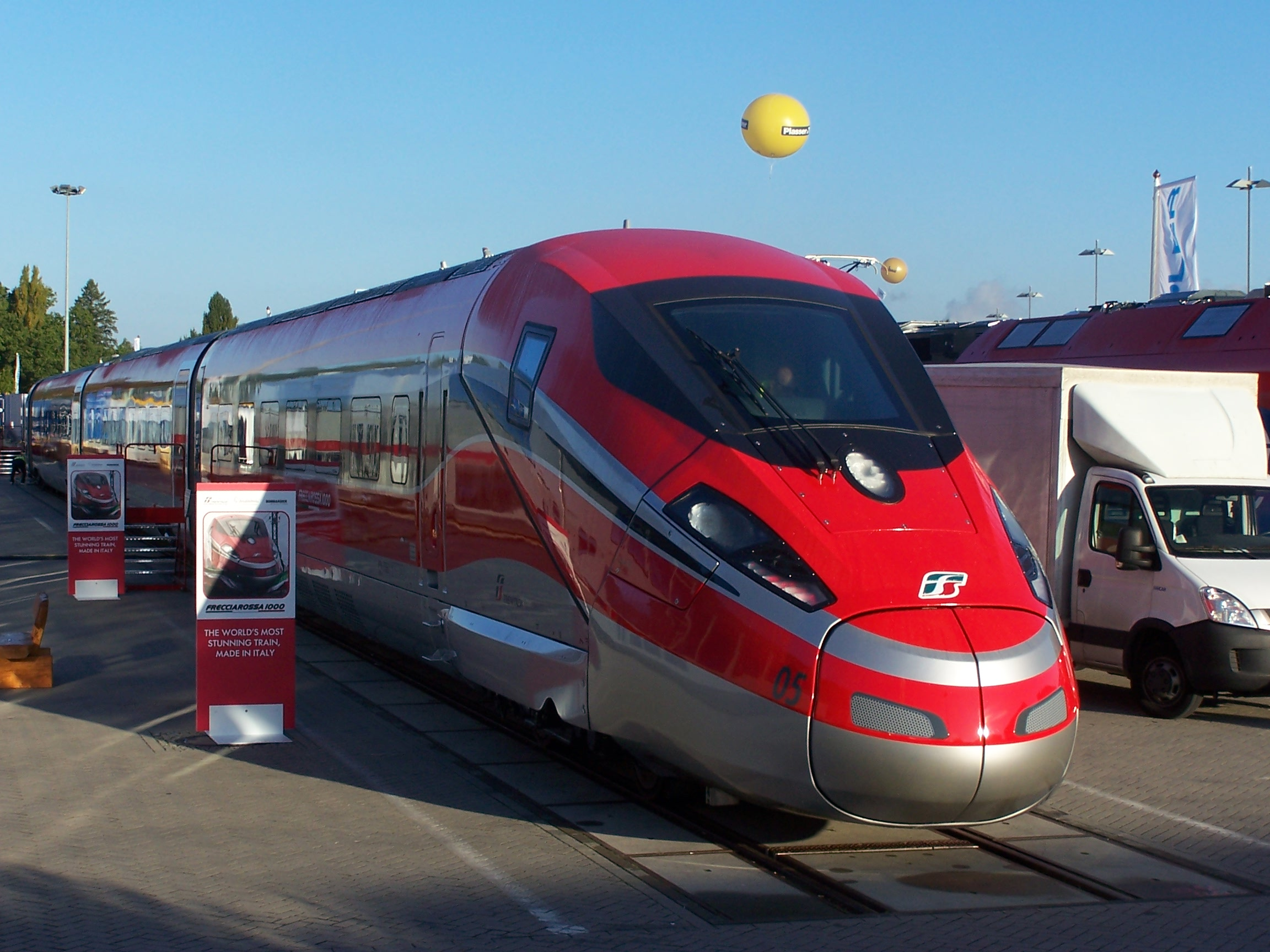
Treinstel op InnoTrans 2014